# 湄洲湾职业技术学院
湄洲湾职业技术学院，简称湄职院，是位于中国福建省莆田市的一所全日制专科公办职业高等学校。

## 历史沿革
1985年，湄洲湾工业学校成立。2004年2月26日，湄洲湾工业学校升格为湄洲湾职业技术学院。

## 院系设置
湄洲湾职业技术学院设有10个学院分别是机械工程学院、海洋与环境学院、信息工程学院、自动化工程学院、工商管理学院、工艺美术学院、建筑工程学院、软件学院、医学院和上塘珠宝玉石学院。及基础部、思政教研部2部。